# Masters of Chant Chapter II
Masters of Chant Chapter II è il terzo album in studio del progetto musicale tedesco Gregorian, pubblicato nel 2001 dall'etichetta discografica Edel America Records.

## Tracce
1. Moment of Peace (feat. Sarah Brightman) – 4:23
2. The First Time Ever I Saw Your Face (Peggy Seeger) – 5:59 (testo: Ewan MacColl)
3. In the Air Tonight (Phil Collins) – 5:44 (testo: Phil Collins)
4. Bonny Portmore – 5:02
5. Hymn (Barclay James Harvest) – 6:06 (testo: John Lees)
6. Child in Time (Deep Purple) – 5:20 (testo: Ritchie Blackmore, Ian Gillan, Roger Glover, Jon Lord, Ian Paice)
7. Everybody's Got to Learn Sometime (The Korgis) – 5:18 (testo: James Warren)
8. Wish You Were Here (Pink Floyd) – 5:32 (testo: David Gilmour, Roger Waters)
9. Lady d'Arbanville (Cat Stevens) – 4:46 (testo: Cat Stevens)
10. Heaven Can Wait (Meat Loaf) – 5:52 (testo: Jim Steinman)
11. Babylon (Don McLean) – 3:04 (testo: Psalm 137)
12. Stairway to Heaven (Led Zeppelin) – 8:08 (testo: Jimmy Page, Robert Plant)

### Tracce bonus (Francia, Belgio e Portogallo)
1. Voyage Voyage (Desireless) (testo: Dominique Dubois, J. Michael Rivat)
2. Rêver (Mylène Farmer) (testo: Laurent Boutonnat, Mylène Farmer)
3. Instant de Paix (Moment of Peace)
4. Moment of Peace (versione portoghese)
5. Moment of Peace (versione spagnola)